# Джейсон Борн (фільм)
«Джейсон Борн» (англ. Jason Bourne) — американський шпигунський фільм-трилер, знятий Полом Грінграссом. Він є п'ятим фільмом у серії про Джейсон Борна і прямим продовженням третьої частини — «Ультиматуму Борна» (події четвертого фільму пенталогії, «Спадок Борна», відбуваються паралельно із подіями «Ультиматуму»). Прем'єра стрічки в Україні відбулася 28 липня 2016 року.

## Сюжет
Десять років потому, після викриття операції «Блекбраяр» і свого зникнення, Джейсон Борн, який оговтався від амнезії, ізолює себе від світу і заробляє на життя, беручи участь у незаконних боях без правил. У той же час Ніккі Парсонс, перебуваючи у Рейк'явіку, зламує у співпраці з «Хактивіст» — групою хакерів на чолі з Крістіаном Дассаултом — сервер мейнфреймів ЦРУ, щоб викрити незаконні програми ЦРУ. У процесі злому Парсонс знаходить документи, які стосуються вербування Джейсона Борна до проекту «Тредстоун» і ролі його батька в програмі. Вона вирішує поїхати до Греції, щоб знайти його і повідомити йому. Хезер Лі, голова відділу кібер-захисту, дізнається про злом і впроваджує у закачані файли програму шпигуна, повідомивши про це директору ЦРУ Роберту Д'юї.
В Афінах Парсонс і Борн зустрічаються на площі Синтагма під час антиурядової акції. Вони вислизають від оперативників ЦРУ, але Парсонс гине від кулі, випущеної Ассетом — екс-вбивцею з програми «Блекбраяр», який має особисту неприязнь до Борна, так як був схоплений і підданий тортурам після витоку інформації про програму. Перед загибеллю Парсонс встигає передати ключі від камери схову, в якій знаходяться файли ЦРУ про Борна. Маючи намір знайти відповіді на питання про своє минуле і сім'ю, Борн знаходить Дассаулта в Берліні. Дешифрувавши файли Парсонс, Борн виявляє, що його батько, Річард Вебб, був аналітиком ЦРУ і одним із творців оригінальної програми «Тредстоун». В цей же час програма-шпигун видає ЦРУ місцезнаходження Борна, і Д'юї посилає команду, щоб захопити його, в той час як Лі віддалено стирає файли, щоб запобігти витоку. Дассаулт намагається вмовити Борна приєднатися до своєї команди, але отримавши відмову, раптово нападає на нього. Вбивши Дассаулта, Борн отримує повідомлення від Лі про присутність команди ЦРУ: вона вважає, що зможе вмовити його повернутися до агентства. Використовуючи зібрані у Берліні відомості, Борн виходить на Малкольма Сміта, колишнього спостерігача «Тредстоуна», і організує з ним зустріч на площі Паддінгтон у Лондоні.
Лі вмовляє Д'юї дозволити їй зв'язатися з Борном особисто, щоб спробувати повернути його до проекту. Д'юї погоджується, але таємно дає команду Ассету усунути команду Лі і вбити Борна, не вірячи, що Борна можна переконати. Знаючи, що ЦРУ стежить за ним, Борн ухиляється від команди Лі і Ассета досить довго, щоб допитати Сміта. Сміт повідомляє, що Річард Вебб створив «Тредстоун», але намагався запобігти вербуванню Борна. Ассет за наказом Д'юї вбив Вебба і представив його смерть у Бейруті як терористичний акт, щоб переконати Борна приєднатися до проекту. Ассет стріляє в Борна, але влучає у Сміта. Вони обидва падають з даху і Борну вдається відірватися. Він знаходить Лі, яка визнає, що їй не до душі методи Д'юї, і направляє його на технологічну конференцію у Лас-Вегасі.
Д'юї планує взяти участь у конвенції для громадських дебатів з питань прав на приватне життя з Ероном Калуром, генеральним директором соціальної мережі «Глибокий сон». Калур публічно виступає проти тотального стеження в епоху Інтернету, але він таємно фінансувався Д'юї, який має намір використовувати «Глибокий сон» для масового спостереження в реальному часі і використання у відроджених програмах цілеспрямованих вбивств. Підозрюючи, що Калур відмовиться дати доступ ЦРУ до свого проекту, Д'юї дозволяє Ассету вбити його та Лі, якій він більше не довіряє. В останню мить у події втручається Борн, направивши прожектор в приціл вбивці, який зміг лише поранити Калура, і протистоїть Д'юї та його команді. Д'юї звертається до почуття патріотизму Борна, відтягуючи час, поки прибудуть агенти. Борн вбиває Джефферса, який був правою рукою Д'юї, в той час як Лі вбиває самого Д'юї, перш ніж він встигає вистрелити в Борна. Борн прикриває причетність Лі і кидається у гонитву за Ассетом. У фіналі довгої гонитви Лас-Вегасом Борн, нарешті, вбиває його в каналізації.
Лі переконує Едвіна Рассела, директора Національної розвідки, що методи Д'юї були застарілими і пропонує діяти як його очі та вуха всередині ЦРУ. Вона розповідає свій план використати довіру Борна, щоб повернути його до агентства, але визнає необхідність його вбити, якщо він відмовиться. Лі наближається до Борна, обіцяючи йому, що ЦРУ стане саме такою організацією, яку він уявляв собі, коли приєднався. Борн просить час, щоб розглянути її пропозицію, і знову зникає. У своїй машині Лі виявляє запис її розмови з Расселом і розуміє, що Борн не довіряє їй.

## У ролях
- Метт Деймон — Джейсон Борн
- Джулія Стайлз — Ніккі Парсонс
- Томмі Лі Джонс — Роберт Д'юї
- Алісія Вікандер — Гізер Лі
- Венсан Кассель — Ассет
- Різ Ахмед — Аарон Калур
- Ато Ессонда — Крейг Джефферс
- Білл Кемп — Малкольм Сміт
- Ґреґґ Генрі — Річард Вебб

## Виробництво
Зйомки фільму почались 8 вересня 2015 року.

## Нагороди й номінації
| Список нагород і номінацій     | Список нагород і номінацій | Список нагород і номінацій       | Список нагород і номінацій | Список нагород і номінацій | Список нагород і номінацій |
| Кінопремія                     | Дата церемонії             | Категорія                        | Номінант(и)                | Результат                  | Дж                         |
| ------------------------------ | -------------------------- | -------------------------------- | -------------------------- | -------------------------- | -------------------------- |
| Премія Гільдії кіноакторів США | 29 січня 2017              | Найкращий каскадерський ансамбль | «Джейсон Борн»             | Номінація                  | [ 7 ]                      |